# 横浜市立すすき野小学校
横浜市立すすき野小学校（よこはましりつすすきのしょうがっこう）は、神奈川県横浜市青葉区すすき野三丁目にあった市立の小学校。1974年5月1日に創立し、2020年3月31日に閉校した。

## 歴史
1971年2月、嶮山第一・第二土地区画整理組合が設立され、地域の開発が開始された。また、日本住宅公団によりすすき野団地の建設が計画された。これらの分譲開始により大幅な人口の増加が予想されたため、山内小学校嶮山方面校として1973年に建設を開始した。
1974年5月1日に横浜市立すすき野小学校として開校。しかし、団地への入居の遅れから児童は0人であった。5月末に第１回の団地への入居が開始されたため、開校式を実施したのは同年6月4日、その時の児童数は31人だった。授業は10人以下の少人数授業であったことから、同年6月30日の朝日新聞で「都会の中の過疎の学校」として紹介されることとなった。当時は近隣でウグイスや野ウサギ、タヌキなどが多く見られた。
団地の入居が続々と行われてから生徒数が激増。ピークの1979年には児童数が1289人となり、プレハブ教室が多数設置された。翌年、嶮山小学校が分離開校。児童の約半数が転校した。
その後は児童数は年々減少し、1学年1クラスとなるにまで減少したが、2003年、長年裏山として親しまれていた未開発地区が「ジェネヒルあざみ野」として開発、販売が始まり、それに伴って児童数が再び増加。
2013年には、横浜市立美しが丘西小学校が開校し、児童の約半数が転校。
2018年11月、児童数減少を理由として2020年3月末で閉校する方針を決めた。この時点で全校生徒は153人、8学級（一般学級は全て単学級、個別支援2学級）となっていた。
2020年3月31日、閉校。新型コロナウイルスの影響で閉校式の規模は縮小し、在校生と教職員ら関係者のみの静かな閉校式となった。地域の住民や卒業生たちによる「すすき野小学校閉校イベント」も中止となった。
在校生は翌４月から嶮山小学校、荏子田小学校、美しが丘西小学校などへ転校した。跡地は、隣接するすすき野中学校の施設の一部として維持されている。
卒業生は累計3,265人。

## 沿革
- 1974年（昭和49年）5月1日 - 開校。A・B棟が完成。児童数0名。
- 1974年（昭和49年）6月4日 - 開校式。児童数31名。
- 1975年（昭和50年）11月1日 - 体育館が完成。
- 1976年（昭和51年）9月1日 - プールが完成。
- 1978年（昭和53年）3月20日 - C棟が完成。
- 1979年（昭和54年）2月23日 - 創立5周年記念として、校歌を制定。
- 1980年（昭和55年）4月1日 - 嶮山小学校へ分離。
- 1993年（平成5年）3月31日 - 校庭に遊水池が完成。
- 2020年（令和2年）3月31日 - 閉校。

## 行事
- 4月 - 入学式
- 7月頃 - 5年生の宿泊体験学習。行先は西湖
- 9月頃 - 運動会
- 11月頃 - 全校遠足。行き先はこどもの国
- 3月 - 卒業式

## 教育目標
「心身ともに健康で心豊かな子を育てます」

## 校歌
- 作詞: 高木東六
- 作曲: 高木東六

## 進学中学
- 横浜市立すすき野中学校（大半）
- 横浜市立山内中学校（少数）